# Ail rocambole
Pour les articles homonymes, voir Ail et rocambole.
Espèce
Classification APG III (2009)
L’ail rocambole ou la rocambole (Allium scorodoprasum L. 1753) est une espèce de plantes herbacées, haute de 20 à 40 cm, vivace par son bulbe et ses bulbilles floraux.

## Description

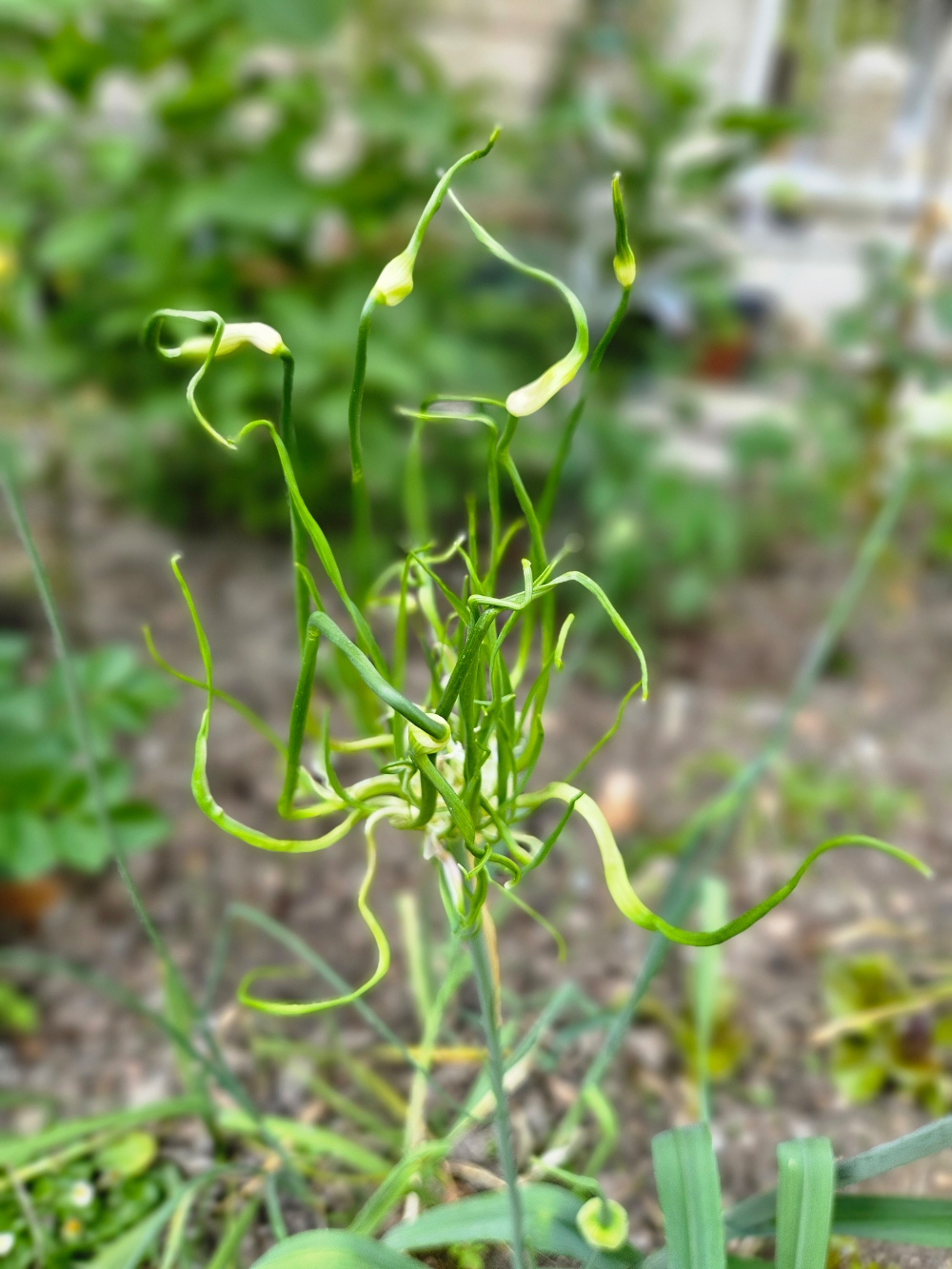
Ail rocambole (Allium scorodoprasum) inflorescence

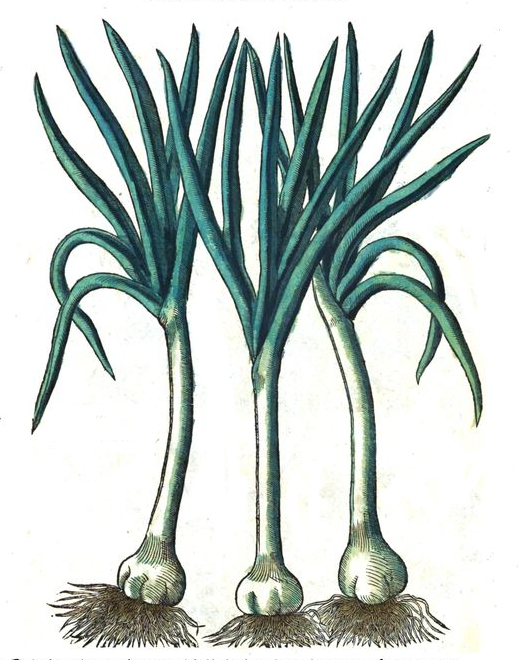
Allium scorodoprasum (ail rocambole), 1583.

Allium scorodoprasum est une plante haute de 20 à 40 cm.
Feuilles à limbe allongé, tubulaire, naissant toutes du bulbe, à gaines membraneuses, embrassantes, emboîtées les unes dans les autres. L'odeur, forte en soufre, se développe dès que les tissus sont écrasés.
La tige florale est contournée en spirale en sa partie supérieure et se termine par une inflorescence renfermées avant la floraison dans une spathe écailleuse. Les fleurs sont blanchâtres ou rosées, groupées, mêlées à des bulbilles.
Son bulbe est formé de caïeux (gousses), ovoïdes, oblongs, comprimés latéralement, un peu arqués et renfermés dans une tunique commune.
Allium sativum subsp. ophioscorodon est un groupe d'ail cultivé (groupe IV) aux caïeux généralement assez gros s'épluchant facilement et au goût très prononcé. La plante est haute de 40 à 60 cm. La tige florale est contournée, formant une ou deux boucles. Il est très cultivé en Europe de l'Est aussi bien pour ses gousses que pour ces feuilles et tiges florales.
Certaines variétés d'ails cultivés du groupe I dit "à tige dure" portent aussi parfois le nom de rocambole par analogie mais leurs hampe florale n'est jamais consommée.

### Alimentation
Le bulbe, les feuilles et les tiges florales sont comestibles et peuvent servir de condiment dans les salades ou être ajoutés dans les soupes.